# Кочкорбаев, Исак

Суракан Кайназарова, Исак Кочкорбаев и Иса Ахунбаев, 1952 год

Исак Кочкорбаев (кирг. Ысак Кочкорбаев; 1890—1965) — новатор сельскохозяйственного производства, коневод, Герой Социалистического Труда, Киргизская ССР. Заслуженный работник сельского хозяйства Киргизской ССР. Член КПСС с 1932 года.

## Биография
Родился в 1890 году. Его отец — Боку уулу Кочкорбай был бедным скотоводом. Жили они в местности, которая в дореволюционное время входила в состав Иссык-Атинской волости Пишпекского уезда Семиреченской области. Исак рано осиротел, в 10-летнем возрасте потеряв мать, а еще через два года — отца. Он и его старший брат — Сыдык, воспитывались в семье своей старшей сестры Канын бубу.
В 12 лет он пешком пришел в Пишпек к своим знакомым — двум братьям Байгытаю и Байгазы, и начал учиться в школе.
После Октябрьской революции батрачил у бая-дунганина, а затем работал у русских зажиточных крестьян. В 1920 году женился на Ширин — дочери охотника Калча уулу Тыныстана. До 1922 года жил и работал в хозяйстве своего старшего брата Сыдыка в селе Карымшак. После выхода «Декрета о земле», в 30 км к востоку от Пишпека в селе Сергеевка, Исак и его семья получили собственный земельный надел. В годы НЭПа он, как и другие киргизы-земледельцы, своим трудом и стараниями создал личное крестьянское хозяйство, доведя своё хозяйство до крепкого среднего уровня.
В 1929 году 38 частных крестьянских подворий, в том числе хозяйство И. Кочкорбаева, объединились в кооператив — артель «Алга». Первым её председателем и был избран Исак. В конце 1931 года к сильному кооперативу-артели «Алга» присоединились более слабые «Болотбек», «Уюм», «Бирлик», «Ынтымак» и они объединились в колхоз «Кенеш». На протяжении 30 лет, вплоть до 1960 года (когда хозяйство было вновь укрупнено), колхоз был «миллионером».
В 1938 году за выполнение производственных планов колхоз «Кенеш» на республиканском совещании передовиков животноводства был премирован чистокровным английским жеребцом. В 1939−1940 годах для конно-товарной фермы колхоз приобрел английских и русско-американских производителей скаковых и рысистых пород. В те же годы колхоз завоевал почётное право участвовать во Всесоюзной сельскохозяйственной выставке в Москве, где ферма Сыдыка Кочкорбаева была награждена мотоциклом и денежной премией, а он сам — большой серебряной медалью и грамотой.
Весной 1941 года М. Калинин вручил ему орден Ленина за самоотверженный труд и выдающиеся успехи колхоза в развитии животноводства и полеводства. Позже И. Кочкорбаев был удостоен звания Герой Социалистического Труда.
Умер в 1965 году.

## Награды
- Герой Социалистического Труда.
- Два ордена Ленина.
- Медали СССР и ВДНХ.

## Память
- В 1960 году киргизский художник — Ольга Мануилова создала скульптуру И. Кочкорбаева.[3]
- В селе, где жил и работал Кочкорбаев, расположен мемориальный дом-музей с бронзовым бюстом Героя.